# Jesús Bermúdez
 Jesús Bermúdez Tórrez (* 24. Januar 1902 in Oruro; † 3. Januar 1945), oder kurz Jesús Bermúdez, war ein bolivianischer Fußballspieler auf der Position des Torwarts. Er war zuletzt für Calavera La Paz und die Bolivianische Fußballnationalmannschaft aktiv.

## Karriere

### Verein
Seine Fähigkeiten als Torhüter wurden durch einen Zufall entdeckt. Der eigentlich als Verteidiger spielende und als trainingsfleißig geltende Bermudez übernahm in einen Trainingsspiel den Platz im Tor. Hier stand er sehr konzentriert und gut positioniert, ohne dabei Angst zu haben seinen Körper einzusetzen, um einen Gegentreffer zu verhindern. Seine Mitspieler attestierten ihn dabei die Beweglichkeit einer Katze. Er wurde Stammtorhüter bei Oruro Royal, für die er bis 1931 auflief. Mit dem Torneo Nacional de Fútbol gewann er 1929 seinen einzigen Vereinstitel. Seine Karriere ließ er beim Hauptstadtclub Calavera La Paz ausklingen. Bermúdez starb am 3. Januar 1945 an den Folgen einer Krankheit, die er sich während seiner Dienstzeit im Chacokrieg zuzog. Die Heimstätte von Oruro Royal und den Club San José, das Estadio Jesús Bermúdez in Oruro, trägt heute seinen Namen.

### Nationalmannschaft
Mit der Nationalmannschaft Boliviens nahm er am Campeonato Sudamericano 1926 teil. Bermúdez wurde dabei in allen drei Partien eingesetzt und kassierte bei den Niederlagen gegen Chile (1:7), Argentinien (0:5) und Paraguay (1:6) insgesamt 18 Gegentreffer. Woraufhin er im vierten Spiel der Meisterschaft wurde durch Hernán Araníbar ersetzt wurde. Bei der Campeonato Sudamericano 1927 kam der Torwart zu drei weiteren Einsätzen und musste in den Spielen gegen Argentinien (1:7), Uruguay (0:9) und Peru (2:3) insgesamt 19 Gegentore hinnehmen. Im Juli 1930 stand der Spieler von Oruro Royal bei der ersten Weltmeisterschaft in Uruguay im Kader der Nationalmannschaft. Bermúdez kam unter Trainer Ulises Saucedo in den Spielen gegen Jugoslawien (0:4) und Brasilien (0:4) zum Einsatz und kassierte acht Gegentreffer. Er kam zwischen 1926 und 1930 in acht der neun ersten Länderspiele der bolivianischen Nationalmannschaft zum Einsatz, in denen er insgesamt 45 Gegentore hinnehmen musste.